# Swan 44
Die Swan 44 ist eine Segelyacht der finnischen Werft Nautor’s Swan. Baumaterial ist glasfaserverstärkter Kunststoff (GFK). Von 1972 bis 2002 wurden 209 Schiffe dieses Typs gebaut. Es existieren sechs verschiedene Versionen. Während sich die äußeren Abmessungen der verschiedenen Versionen nur wenig unterscheiden, sind die Formen der Rümpfe deutlich unterschiedlich. Diese Unterschiede charakterisieren die Fortschritte im Yachtbau über dreißig Jahre. Die Swan 44 ist ein hochseegängiges Schiff, das sowohl für längere Reisen (Cruising) als auch für Regatten geeignet ist. Die Swan 44 kann mit zwei Personen oder mit bis zu 14 Personen gesegelt werden.

## Besegelung
Die Swan 44 ist slupgetakelt. Das Schiff hat einen Mast, dessen Spitze 19 Meter über die Wasseroberfläche ragt. Der Mast ist mit einem Vorstag, einem Achterstag, zwei Wanten, zwei Unterwanten und zwei Backstagen verstagt. Zwei Salingspaare kontrollieren die seitliche Biegung des Masts. Der Mast ist durch das Deck gesteckt und steht unten auf dem Kiel der Yacht. Auch an der Beseglung der Swan 44 lässt sich die Entwicklung im Yachtbau der letzten 30 Jahre des 20. Jahrhunderts ablesen. Während zunächst die Vorsegel die Großsegel weit überlappten und viel größer als diese waren, verschob sich das Verhältnis in den 1990er Jahren wieder zu größeren Großsegeln und kleineren Vorsegeln. Die Segel der Swan 44 lassen sich von einer kleinen Crew bedienen, manche Schiffe sind zur Vereinfachung der Bedienung mit elektrischen Winschen ausgestattet. Auf Kursen, auf denen der Wind von hinten kommt, kann zusätzlich ein Spinnaker oder ein Gennaker gesetzt werden.

## Versionen der Swan 44
|                                    | Swan 44 001-062    | Swan 44 063-076    | Swan 441 Racing | Swan 441 Cruising | Swan 44 MKI      | Swan 44 MKII     |
| ---------------------------------- | ------------------ | ------------------ | --------------- | ----------------- | ---------------- | ---------------- |
| Baujahre                           | 1972–1975          | 1972–1975          | 1978–1979       | 1979–1989         | 1989–1994        | 1996–2002        |
| Designer                           | Sparkmann&Stephens | Sparkmann&Stephens | Ron Holland     | Ron Holland       | Germán Frers     | Germán Frers     |
| Anzahl                             | 62                 | 14                 | 5               | 40                | 19               | ca. 49           |
| Baunummern                         | 44/001-44/062      | 44/063-44/076      |                 |                   | 44/100?-44/119?  | 44/120?-44/169   |
| Länge über alles (m)               | 13,48              | 13,48              |                 | 13,52             | 13,40            | 13,75            |
| Länge Wasserlinie, LWL (m)         | 10,33              | 10,33              |                 | 11,20             | 10,56            | 10,56            |
| Rumpfgeschwindigkeit nach LWL (kt) | 7,8                | 7,8                |                 | 8,1               | 7,9              | 7,9              |
| Rumpfgeschwindigkeit nach LÜA (kt) | 8,9                | 8,9                |                 |                   | 8,9              | 9,0              |
| Breite (m)                         | 3,83               | 3,38               |                 | 4,06              | 4,18             | 4,18             |
| Tiefgang leicht (m)                | 2,30               |                    |                 | 2,40              | 2,50             | 2,18             |
| Tiefgang beladen (m)               |                    |                    |                 |                   |                  | 2,23             |
| Verdrängung (t)                    | 12,7               | 12,7               |                 | 11,2              | 11,1             | 11,0             |
| Verdrängung beladen (t)            |                    |                    |                 |                   |                  | 12,4             |
| Ballast (t)                        | 5,14               | 5,67               |                 | 5,0               | 3,5              | 3,8              |
| Ballastanteil (%)                  | 40                 | 45                 |                 | 45                | 32               | 35               |
| Dieseltank (l)                     | 150                |                    |                 | 188               | 265              | 250              |
| Wassertank (l)                     | 330                |                    |                 | 370               | 340              | 380              |
| Motor (PS)                         | 37                 |                    |                 | 40                | 50               | 50               |
| Großsegel (m²)                     | 33,8               | 36,7               |                 | 36,4              | 38,1             | 38,1             |
| Vorsegeldreieck 100 % (m²)         | 47,5               | 49,7               |                 | 53,0              | 44,6             | 44,6             |
| Genua 130 % (m²)                   | 61,8               | 64,6               |                 | 68,9              | 58,0             | 58,0             |
| Genua 150 % (m²)                   | 71,3               | 74,5               |                 | 79,4              | 66,9             | 66,9             |
| Spinnaker (m²)                     | 171                | 179                |                 | 191               | 160              | 160              |
| Höhe Mastspitze(m)                 |                    |                    |                 |                   |                  | 19,0             |
| CE-Zertifikat                      |                    |                    |                 |                   | Category A Ocean | Category A Ocean |

## Unterwasserschiff der Swan 44

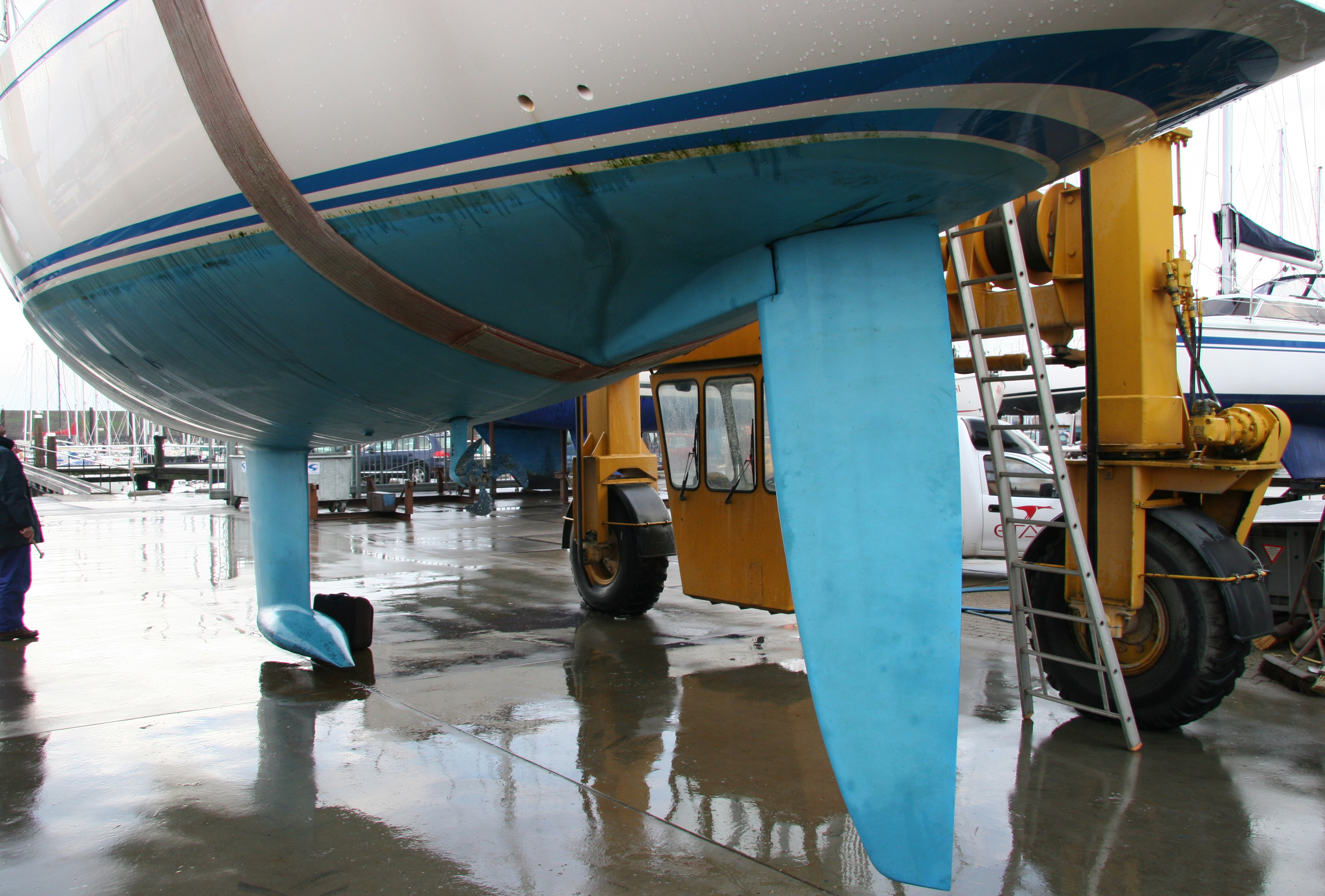
Rumpf einer modernen Swan 44 MKII. Der schmale Flossenkiel (links) mit der Kielbombe und das frei stehende Spatenruder (rechts) sind deutlich zu erkennen.

An der Entwicklung der verschiedenen Versionen der Swan 44 lassen sich die Fortschritte im Yachtbau der letzten 30 Jahre erkennen. Bei der Swan 44 handelt es sich um einen Performance Cruiser. Ziel der Konstrukteure war es, ein hochseetüchtiges Schiff zu bauen, das sowohl mit kleiner Crew zum Fahrtensegeln als auch mit größerer Besatzung zum Regattasegeln genutzt werden kann. Es sollte gleichzeitig Komfort auf längeren Fahrten bieten und Eigenschaften moderner Rennyachten besitzen.
Die erste Swan 44 wurde von Sparkmann & Stephens, einem amerikanischen Konstruktionsbüro, gezeichnet. Der relativ kurze Kiel war für die 70er Jahre modern. Zu dieser Zeit waren die meisten Yachten noch mit einem Kiel ausgestattet, der sich etwa über die Hälfte der gesamten Länge des Schiffs erstreckte. Sparkmann&Stevens Ziel war es, ein schnelles Schiff zu konstruieren. Daher wurde der Kiel verkürzt und somit die vom Wasser benetzte Fläche deutlich verringert. Je weniger benetzte Fläche in Kontakt mit dem Wasser ist, umso schneller kann ein Schiff fahren.
Der Kiel der Swan 441 war noch kürzer und ab der Swan 44 MKI wurde ein Flossenkiel eingesetzt. Der Flossenkiel besteht aus einer Kielfinne und einer Kielbombe. Die Kielfinne gleicht einer schmalen, sehr stabilen Tragfläche. die Kielbombe besteht aus einem Bleigewicht. Durch diese Konstruktion gelingt es, ein möglichst hohes Gewicht möglichst weit unten am Schiff unterzubringen. Durch dieses Gewicht segelt das Schiff aufrechter, wenn der Wind die Segel zur Seite drückt. Da ein Kiel auch das seitliche Wegtreiben eines Schiffes, die sogenannte Abdrift verhindern soll, kann die Kielfläche nicht beliebig verringert werden. Moderne Yachten erreichen bereits bei weniger Wind eine hohe Geschwindigkeit. Bei dieser höheren Geschwindigkeit wächst der seitliche Widerstand der Kielflosse. Somit konnte bei den neueren Konstruktionen mit kurzem Kiel die gleiche seitliche Stabilität erreicht werden wie bei den früheren langen Kielen.
Eine ähnliche Entwicklung vollzog sich bei der Form der Ruder. Die Swan von SparkmannStevens besaß noch ein sogenanntes Skeg-Ruder. Das Ruderblatt war an der hinterkante einer Ruderflosse angebracht, die bis an das untere Ende des Ruders reichte. Bereits die Swan 441 hatte ein frei stehendes Spatenruder. Moderne, stabilere Materialien im Bootsbau ermöglichten es, das Ruder einfach frei unter dem Bootsrumpf zu montieren. Nachteil eines solchen frei stehenden Ruders ist, dass es bei Ozeanpassagen nach einer Kollision mit Treibgut oder mit Walen gelegentlich zu einem Verlust des gesamten Ruders kommt und das Schiff dadurch manövrierunfähig wird. Vorteil des Spatenruders ist wiederum die geringere, benetzte Fläche und somit eine weitere Zunahme der Geschwindigkeit.
Die Geschwindigkeit einer Yacht kann allerdings nicht beliebig gesteigert werden. Hat ein Schiffsrumpf im Wasser seine Rumpfgeschwindigkeit erreicht, wird er zunächst einmal nicht mehr schneller, auch wenn die Vortriebsenergie weiter zunimmt. Ein Schiffsrumpf erzeugt im Wasser eine Bugwelle und eine Heckwelle. Die Ausbreitungsgeschwindigkeit dieses Wellensystems im Wasser hängt von der Frequenz der Welle ab, also von dem Abstand der Wellenberge der Bug- und Heckwelle. Je länger ein Schiff ist, umso weiter sind die beiden Wellenberge voneinander entfernt und umso schneller können sich diese erzeugten Wellen im Wasser ausbreiten. Da ein Schiff, wenn es schneller fährt, von hinten die Bugwelle herauffährt, also gewissermaßen bergauf fährt, kann es nur so schnell fahren, wie sich die Bugwelle ausbreitet. Erst, wenn die Energie so weit zunimmt, dass die Bugwelle überfahren wird, beginnt das Schiff zu gleiten und kann dem Wellensystem davonfahren und viel höhere Geschwindigkeiten erreichen. Die Swan 44 gleitet nur in Ausnahmefällen und fährt in der Regel in der Verdrängerfahrt. Daher führen all die oben genannten, konstruktiven Verbesserungen des Wasserwiderstands in erster Linie nur dazu, dass die Yachten zum Erreichen der gleichen Geschwindigkeit weniger Kraft benötigen. Somit wird bei der Swan 44 MK I und MK II bereits bei einer geringeren Windgeschwindigkeit eine höhere Fahrtgeschwindigkeit erreicht.